# San Nicolás Zoyapetlayoca
San Nicolás Zoyapetlayoca es una localidad del municipio de Tepeaca, en el Estado de Puebla, México. 
La población registrada en el censo del año 2010 era de 3579 habitantes. Está situado a 2080 metros de altitud. Su fiesta patronal es el 6 de diciembre.